# Fistel

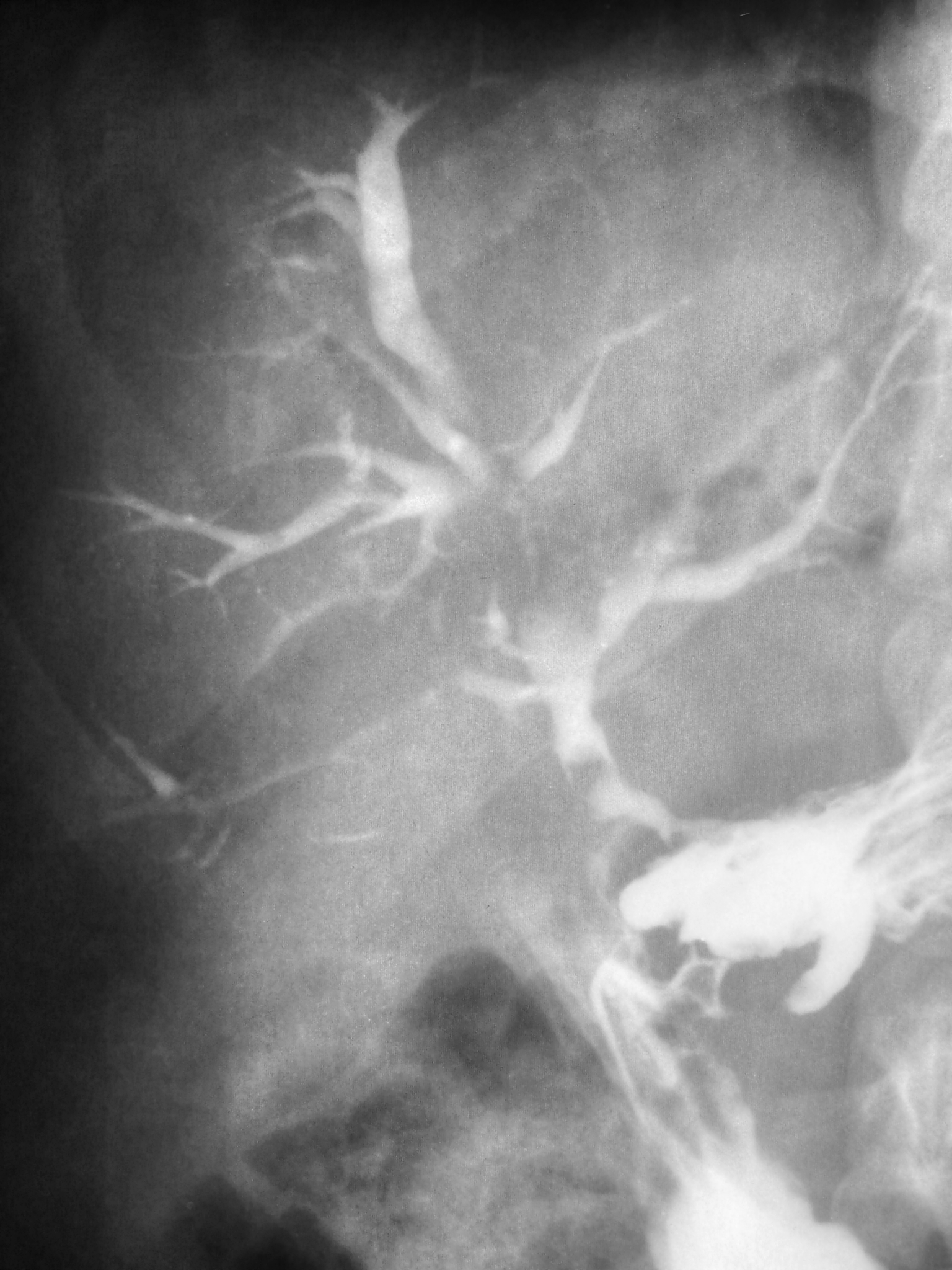
Fistel in de galwegen, zichtbaar gemaakt met contrastmiddel.

Een fistel (Latijn: fistula) of pijpzweer is een niet-natuurlijk kanaal (aangeboren, kunstmatig aangebracht of door verzwering ontstaan) tussen twee lichaamsholten of tussen een lichaamsholte en de huid. Een fistel kan ook een opening zijn tussen een klier en de huid.
Een fistel ontstaat meestal na een ontsteking in de lichaamsholte of in de klier. Als de ontsteking zich heeft uitgebreid tot de huid kan deze spontaan openbreken, of worden doorgebroken. Als de ontsteking zelf is genezen, kan er toch een fistel overblijven, waar af en toe weer vuil of vocht uit naar buiten kan komen. Vaak groeit de fistel echter vanzelf weer dicht als de ontsteking is genezen.
Soms wordt een kunstmatige verbinding aangebracht, bijvoorbeeld tussen een slagader en een ader om bij nierdialyse het aanprikken van de ader makkelijker mogelijk te maken. Een dergelijke verbinding wordt ook wel shunt genoemd.

## Voorbeelden
- Een peri-anale fistel is een verbinding vanaf de endeldarm die via de sluitspier naar het huidgebied rond de anus leidt. Deze fistel kan operatief worden opengelegd en geneest dan vaak met de tijd. Er kan ook een fistel ontstaan tussen de darm en de blaas of tussen de vagina en de blaas of de darm. Met name na moeilijke bevallingen in ontwikkelingslanden treedt zo'n vesico-vaginale fistel nog weleens op. Een andere veel voorkomende oorzaak van fistels in dit gebied zijn tumoren of bestralingen in deze regio.

- Een carotico-caverneuze fistel is een scheur tussen een slagader en ader, namelijk tussen de arteria carotis interna en de sinus cavernosus. Dit is extreem zeldzaam maar kan ontstaan door een verwonding of door een gescheurd aneurysma. De patiënt kan hierdoor hoofdpijn, epileptische aanvallen, opzetting van het oog en kloppend oorsuizen krijgen.

- Sommige baby's worden geboren met een tracheo-oesofageale fistel, dat is een verbinding tussen de luchtpijp (trachea) en de slokdarm (oesofagus).

- Een fistel kan ook in de mond ontstaan bij een wortelpuntontsteking als de ontsteking zijdelings naar de mond (of naar buiten, naar de wang) doorbreekt. Een fistel in het aangezicht is bijna altijd het gevolg van een dentogeen (dat wil zeggen met een tand als oorzaak) probleem.

Niet alle fistels verdwijnen. Als de doorbloeding slecht is, kan het zo zijn dat een fistel blijft zitten. Dit kan vaak op operatieve wijze verholpen worden.